# Lake Nicholson
Der Lake Nicholson ist ein See an der Ingrid-Christensen-Küste des ostantarktischen Prinzessin-Elisabeth-Lands. Im südlichen Teil der Vestfoldberge liegt er 1,1 km südlich der Ellis Rapids.
Das Antarctic Names Committee of Australia benannte ihn nach Robert Nicholson, Funktechniker für meteorologische Messungen auf der Davis-Station im antarktischen Winter 1971.